# 南山纜車

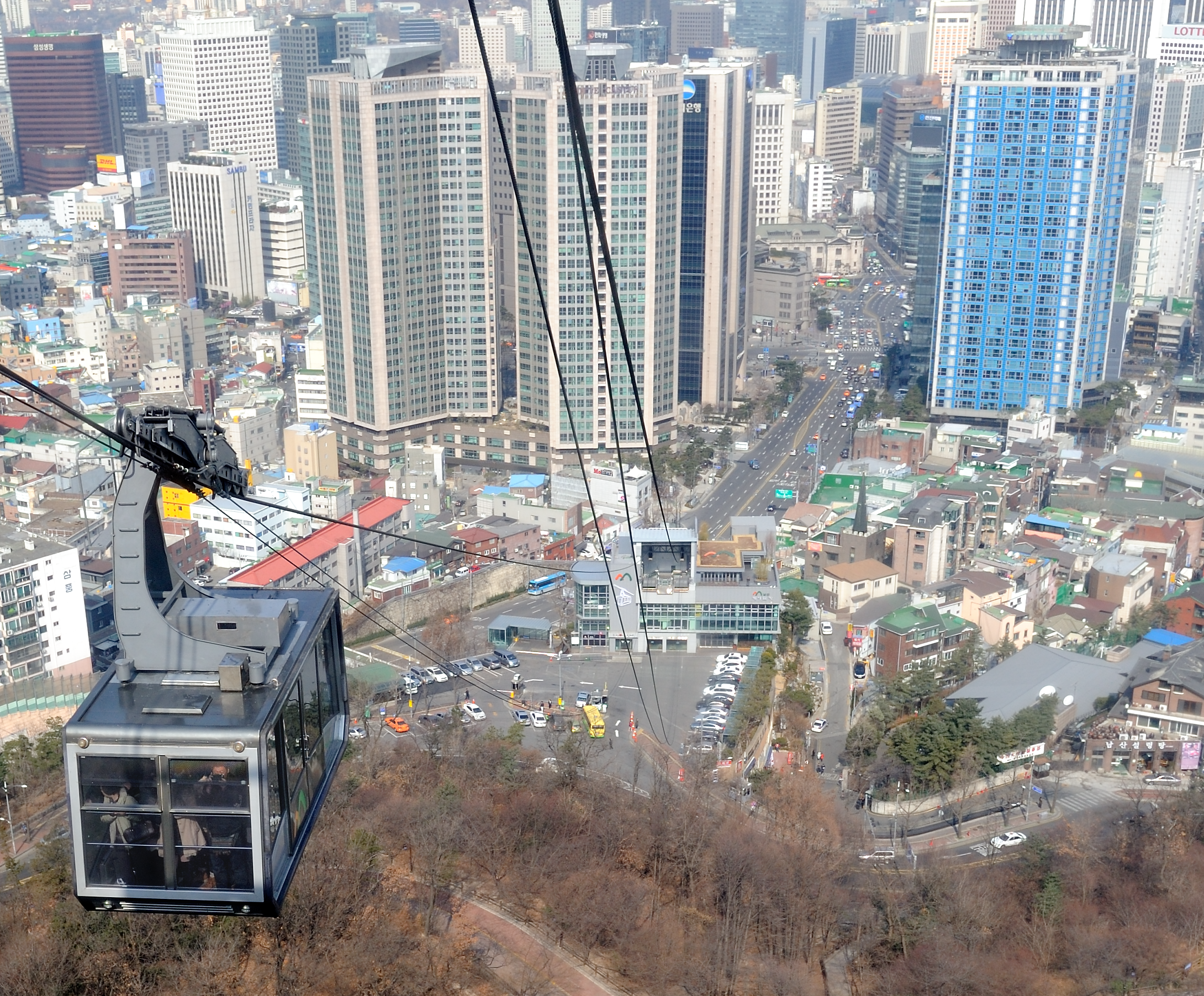
現時的南山纜車

1998年的南山纜車

南山纜車位於首爾，於1962年5月12日啟用，是韓國首個商用的索道系統。它由首爾中區會賢洞（鄰近明洞）出發，以龍山區藝場洞（鄰近南山和N首爾塔）為終點站。
纜車全長605米，每輛車可載48人，平均运行速度为3.2m/s，与地面的垂直高度约为138米，完成整個旅程需時約3分鐘。

## 註腳
1. ↑  .   [2009-11-08]. （原始内容存档于2020-12-02）.

## 外部連結
- 南山纜車 （页面存档备份，存于）